# Megachile forbesii
Megachile forbesii är en biart som beskrevs av Cockerell 1937. Megachile forbesii ingår i släktet tapetserarbin, och familjen buksamlarbin. Inga underarter finns listade i Catalogue of Life.